# Illa de Mejduixarski
L'illa de Mejduixarski (rus: о́стров Междуша́рский, óstrov Mejduixarski) és la tercera illa més gran de l'arxipèlag de Nova Terra. Es troba al mar de Barents, al sud-oest de l'illa Iujni, molt més gran. L'illa fa uns 53 km de llargada per 25 km d'amplada, amb una superfície de 742 km² i està deshabitada. Administrativament pertany a l'Óblast d'Arkhànguelsk. L'altura màxima és de poc més de 100 metres.